# Атакора (департамент)
Атакора (на френски: Atakora) е департамент в северозападен Бенин, граничещ с Того и Буркина Фасо. В Атакора е разположен регионът на Бенин с най-много планини. Площта на департамента е 20 499 квадратни километра, а населението е 772 262 жители (по преброяване през май 2013 г.).